# Vuelo 103 de Pan Am
El Vuelo 103 de Pan Am era un vuelo regular internacional ocurrido el 21 de diciembre de 1988, que realizaba un itinerario entre Fráncfort (Alemania) y Detroit (Estados Unidos), haciendo escala en Londres (Inglaterra) y Nueva York (Estados Unidos), que fue víctima de un atentado terrorista cuando cubría el trayecto entre Londres y Nueva York, explotando en el aire y cayendo sobre la ciudad de Lockerbie (Escocia, Reino Unido).
Permanece como el peor desastre aéreo de todo Reino Unido.

## Historia

### El atentado

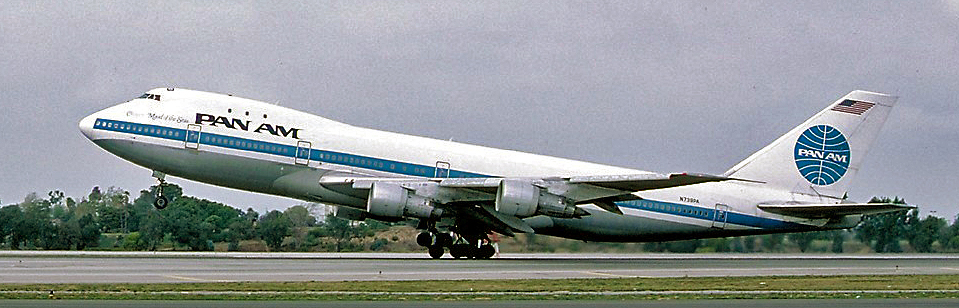
N739PA denominado Clipper Maid of the Seas en el Aeropuerto Internacional de Los Ángeles en 1987, un año antes del atentado. La explosión se produjo casi directamente debajo de la segunda A en "Pan Am" en este lado del fuselaje, en la bodega de carga delantera.

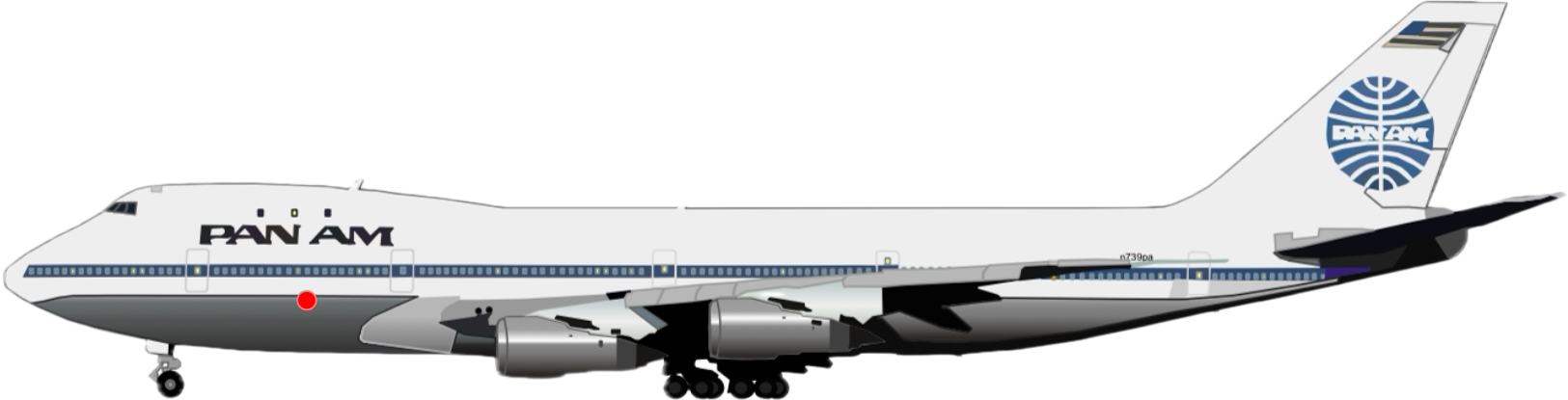

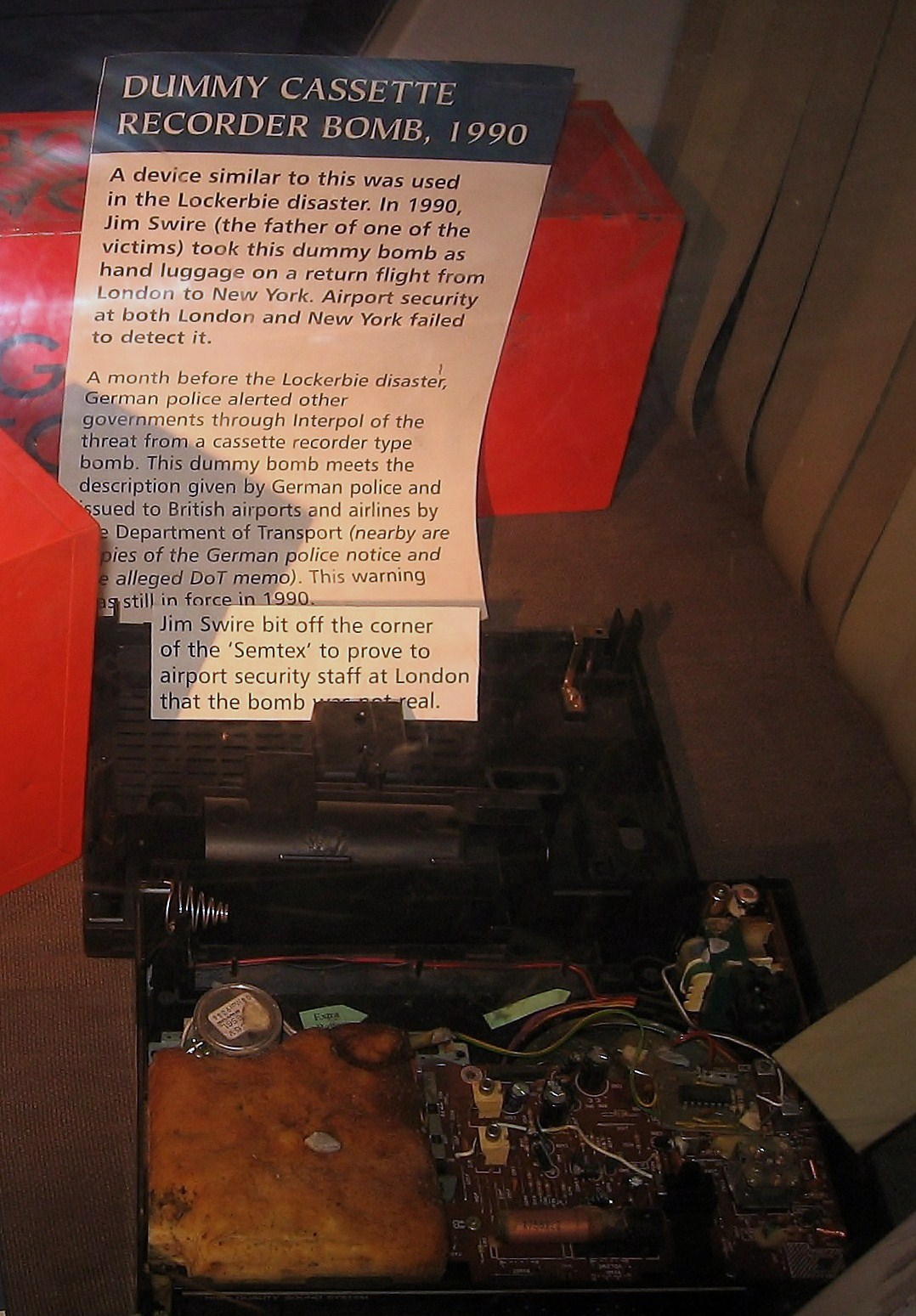
Reproductor de casete similar al utilizado en el atentado.

El 21 de diciembre de 1988, un avión Boeing 747-121 que viajaba en un vuelo regular (vuelo 103) de la compañía aérea estadounidense Pan American World Airways explotó en el aire. Los restos cayeron sobre la ciudad escocesa de Lockerbie. Murieron los 259 pasajeros que viajaban a bordo y once personas más en tierra.
El avión volaba desde el aeropuerto de Heathrow en Londres, Inglaterra al aeropuerto Internacional John F. Kennedy de Nueva York, Estados Unidos. La explosión ocurrió 33 minutos después del despegue, y fue debida a un explosivo plástico de entre 340 y 450 gramos colocado en un radiocasete dentro del equipaje del compartimento de carga anterior, desencadenando una secuencia de eventos que llevó a la rápida destrucción de la aeronave. La explosión en la bodega n.º 1, debajo de la cabina, hizo que toda la parte delantera de la aeronave, la cabina de mando, se desprendiera completamente del resto causando que esta cayera en vuelo libre durante dos minutos antes de chocar con la tierra. El resto del fuselaje despidió pasajeros en sus asientos al realizar una espiral y luego se estrelló en los arrabales de la ciudad.
Vientos de 100 nudos (190 km/h) esparcieron víctimas y escombros a lo largo de un corredor de 130 km sobre un área de 2189 km². El número total de víctimas ascendió a 270, provenientes de 21 países, incluyendo a 11 personas en la ciudad de Lockerbie.

## Víctimas
En el ataque terrorista al vuelo de Pan Am murió el hijo de David White (conocido actor que interpretaba a Larry Tate en la serie cómica estadounidense Bewitched), Jonathan White. 
También murió la poetisa Joanna Walton, el integrante de la banda Cockney Rebel Paul Avron y su esposa, que venían de su viaje de luna de miel, además de 35 estudiantes de diferentes universidades. 
El diplomático sueco Bernt Carlsson, comisionado N.º 7 de las Naciones Unidas para Namibia (el último comisionado) también falleció en el atentado; se dirigía en ese momento a la firma en Nueva York de un acuerdo entre Angola, Cuba y Sudáfrica sobre el futuro de África del Sudoeste.

### Personajes con reserva para ese vuelo que no viajaron
- Kim Cattrall (actriz británica/canadiense/estadounidense de cine y televisión)
- Johnny Rotten (cantante de la banda británica de punk-rock Sex Pistols)
- Los 22 miembros de la delegación sudafricana liderada por el canciller Pik Botha (ministro de Relaciones Exteriores de Sudáfrica) salvaron sus vidas al cambiar a última hora su reserva y tomar el vuelo anterior ese mismo día, Pan Am 101.
- Mats Wilander (tenista sueco)
- Los miembros del cuarteto vocal estadounidense de rhythm & blues The Four Tops.[4]

## Nacionalidades de los fallecidos
Las nacionalidades de los 243 pasajeros, 16 miembros de la tripulación y once personas en tierra incluyeron 33 países diferentes:
| Nacionalidad         | Pasajeros | Tripulación | Tierra | Total |
| -------------------- | --------- | ----------- | ------ | ----- |
| Estados Unidos       | 158       | 11          | 0      | 169   |
| Reino Unido          | 31        | 1           | 11     | 43    |
| Brasil               | 5         | 0           | 0      | 5     |
| Alemania             | 3         | 1           | 0      | 4     |
| Hungría              | 4         | 0           | 0      | 4     |
| Argentina            | 3         | 0           | 0      | 3     |
| Canadá               | 3         | 0           | 0      | 3     |
| Francia              | 2         | 1           | 0      | 3     |
| India                | 3         | 0           | 0      | 3     |
| Irlanda              | 3         | 0           | 0      | 3     |
| Serbia               | 3         | 0           | 0      | 3     |
| Suecia               | 2         | 1           | 0      | 3     |
| Italia               | 2         | 0           | 0      | 2     |
| México               | 2         | 0           | 0      | 2     |
| Portugal             | 2         | 0           | 0      | 2     |
| Australia            | 1         | 0           | 0      | 1     |
| Bélgica              | 1         | 0           | 0      | 1     |
| Bolivia              | 1         | 0           | 0      | 1     |
| Dinamarca            | 1         | 0           | 0      | 1     |
| España               | 0         | 1           | 0      | 1     |
| Filipinas            | 1         | 0           | 0      | 1     |
| Grecia               | 1         | 0           | 0      | 1     |
| Israel               | 1         | 0           | 0      | 1     |
| Jamaica              | 1         | 0           | 0      | 1     |
| Japón                | 1         | 0           | 0      | 1     |
| Noruega              | 1         | 0           | 0      | 1     |
| Países Bajos         | 1         | 0           | 0      | 1     |
| República Checa      | 1         | 0           | 0      | 1     |
| República Dominicana | 1         | 0           | 0      | 1     |
| Rumania              | 1         | 0           | 0      | 1     |
| Sudáfrica            | 1         | 0           | 0      | 1     |
| Suiza                | 1         | 0           | 0      | 1     |
| Trinidad y Tobago    | 1         | 0           | 0      | 1     |
| Total                | 243       | 16          | 11     | 270   |

## Investigación y consecuencias

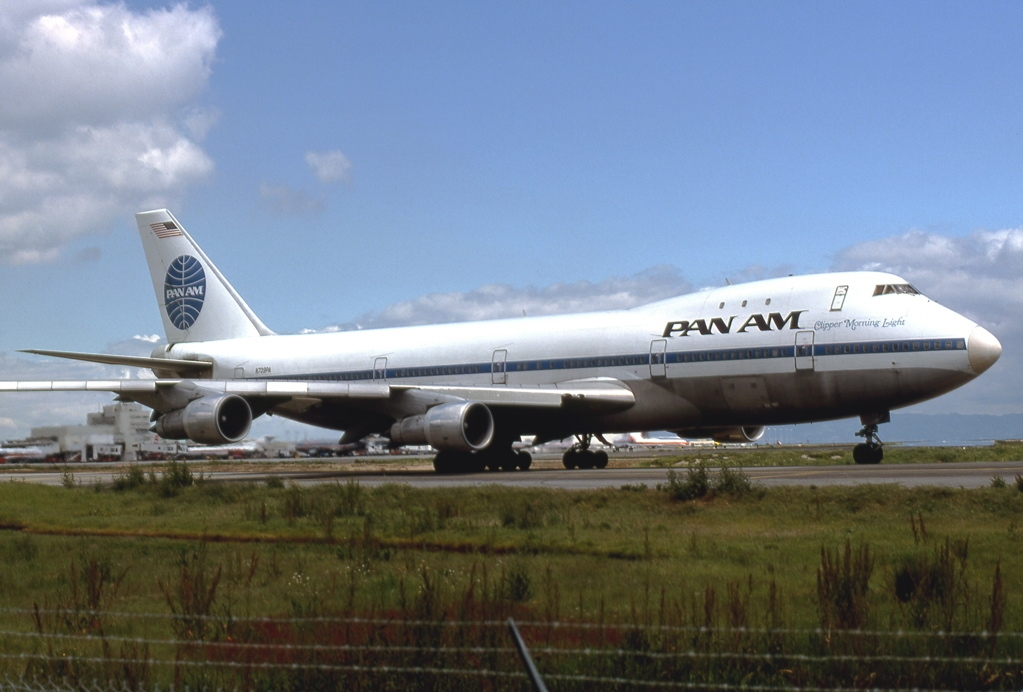
El avión víctima del atentado en 1978 cuando se llamaba Clipper Morning Light.

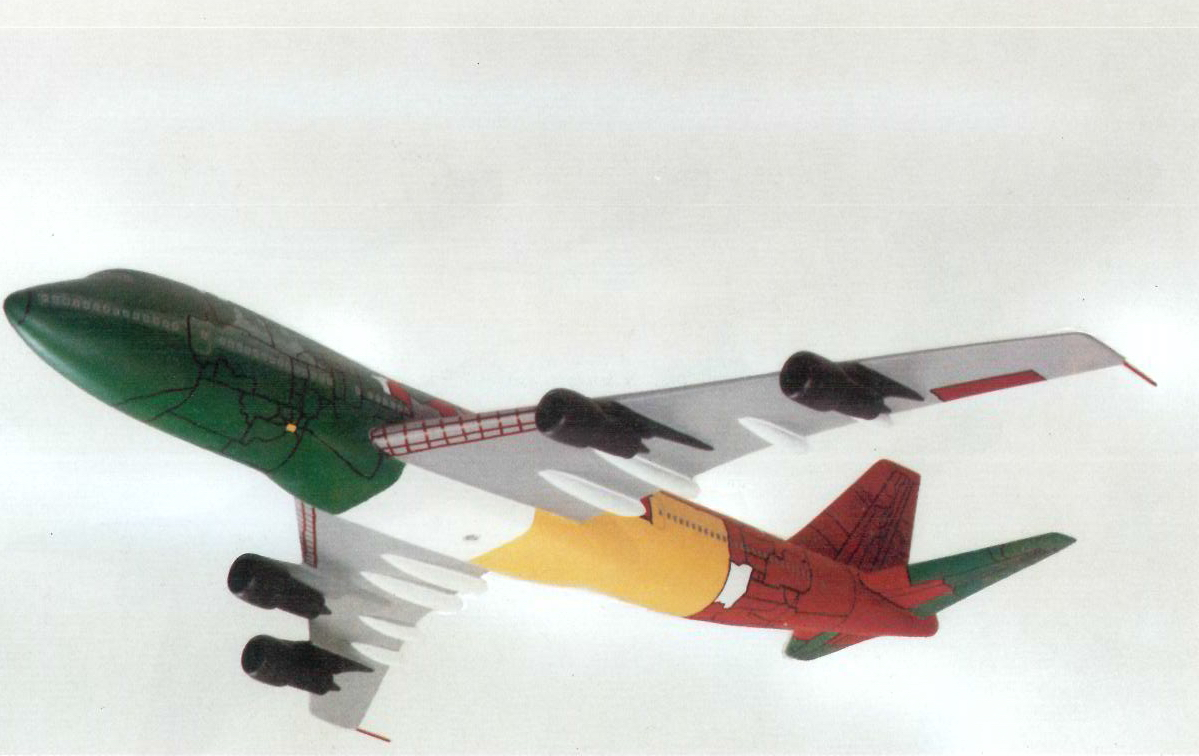
Modelo de la Rama de Investigación de Accidentes Aéreos que muestra las líneas de fractura del fuselaje y la cola y la ubicación de las piezas en el suelo:
verde: rastro de los restos del sur;
rojo: rastro de los restos del norte;
gris: cráter de impacto;
amarillo: Rosebank (Lockerbie);
blanco: no recuperado/identificado

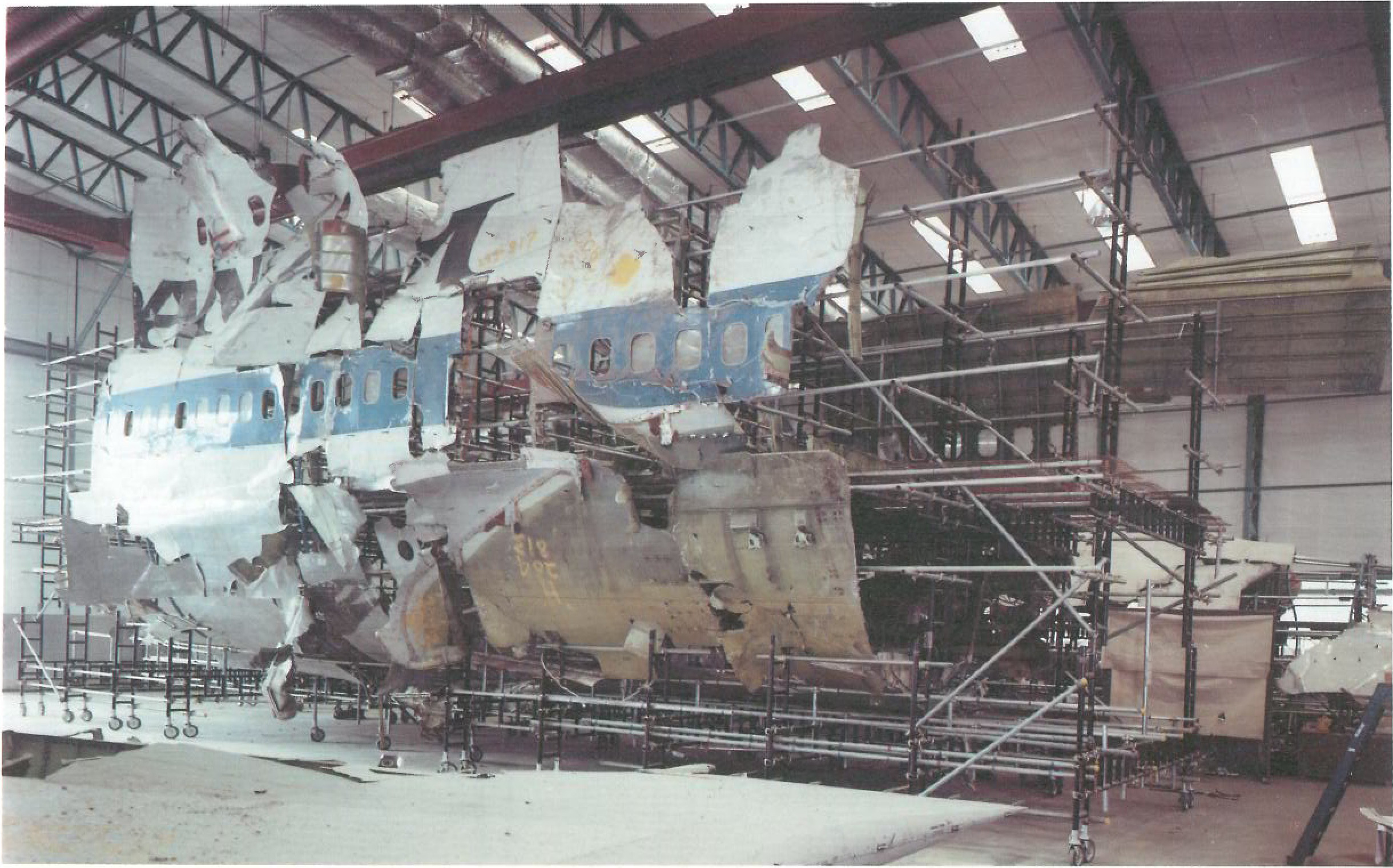
Reconstrucción tridimensional del fuselaje.

Conocido como el «atentado de Lockerbie» o la «tragedia aérea de Lockerbie» en el Reino Unido, se convirtió en el objeto de la mayor investigación criminal británica, dirigida por el cuerpo de policía más pequeño, la policía local de Dumfries y Galloway. 
Fue ampliamente visto como un ataque a un símbolo de los Estados Unidos y, con 169 de las víctimas estadounidenses, se convirtió en el más mortífero ataque contra civiles estadounidenses hasta los atentados del 11 de septiembre de 2001.
Después de tres años de investigación conjunta entre Scotland Yard, la policía local de Dumfries y Galloway y la CIA y el FBI estadounidenses, durante la cual se tomó declaración a más de 15 000 testigos, las acusaciones de asesinato fueron interpuestas el 13 de noviembre de 1991 contra Abdelbaset al-Megrahi, un agente de la inteligencia libia y jefe de seguridad de las Aerolíneas Árabes Libias (LAA), y Al Amin Khalifa Fhimah, el director de la estación de las LAA en el aeropuerto de Luqa, Malta.
Dos ciudadanos libios fueron acusados por el atentado, pero al no tener buenas relaciones con el Reino Unido desde que en 1986 aviones estadounidenses bombardearon Trípoli, Libia se negó a entregar a los sospechosos, por lo que la ONU estableció sanciones contra el país a partir de 1992.
Las sanciones de las Naciones Unidas contra Libia y unas prolongadas negociaciones con el líder libio Muamar el Gadafi dieron lugar a la entrega de los acusados el 5 de abril de 1999 a la policía escocesa en los Países Bajos, escogido como territorio neutral. El 31 de enero de 2001, Al-Megrahi fue condenado por asesinato por un tribunal formado por tres jueces escoceses y sentenciado a 27 años de prisión. Fhimah fue absuelto. La apelación de Al-Megrahi a su condena fue rechazada el 14 de marzo de 2002 y su recurso ante el Tribunal Europeo de Derechos Humanos fue declarado inadmisible en julio de 2003. El 23 de septiembre de 2003, Al-Megrahi se dirigió a la Comisión de Revisión de Casos Criminales escocesa para que su condena fuera revisada y para que, en su caso, fuera retornada al Alto Tribunal para una nueva apelación. Siempre sosteniendo su inocencia, cumplió su condena en la prisión de Greenock, cerca de Glasgow, hasta que el 20 de agosto de 2009 Abdelbaset al-Megrahi fue liberado por el Gobierno escocés alegando razones humanitarias; el secretario de Justicia escocés Kenny MacAskill explicó que su «sistema judicial exige la justicia, pero también se debe mostrar compasión», por lo que con un cáncer terminal de próstata, el condenado debería ir a Libia a morir. Los médicos que lo atendían en prisión constataron el deterioro de la salud de Al-Megrahi, acotando que le quedaban no más de tres meses de vida.
En octubre de 2002, el Gobierno de Libia ofreció una compensación de unos diez millones de dólares estadounidenses por cada víctima, y el 15 de agosto de 2003 aceptó formalmente la responsabilidad por el atentado. El 12 de septiembre de 2003, las Naciones Unidas levantaron las sanciones contra Libia, que habían durado quince años.
El 23 de febrero de 2011, durante las protestas contra el régimen libio, el exministro de Justicia Mustafa Abdel Jalil aseguró que Muamar el Gadafi fue el que ordenó el atentado terrorista de Lockerbie.
Por su parte, la secretaria de Estado de Estados Unidos, Hillary Clinton, dijo en el Congreso que su país adoptaría «cualquier acción legal» si el Departamento de Justicia comprobara que el líder libio ordenó el atentado de Lockerbie en 1988.

## Antecedentes

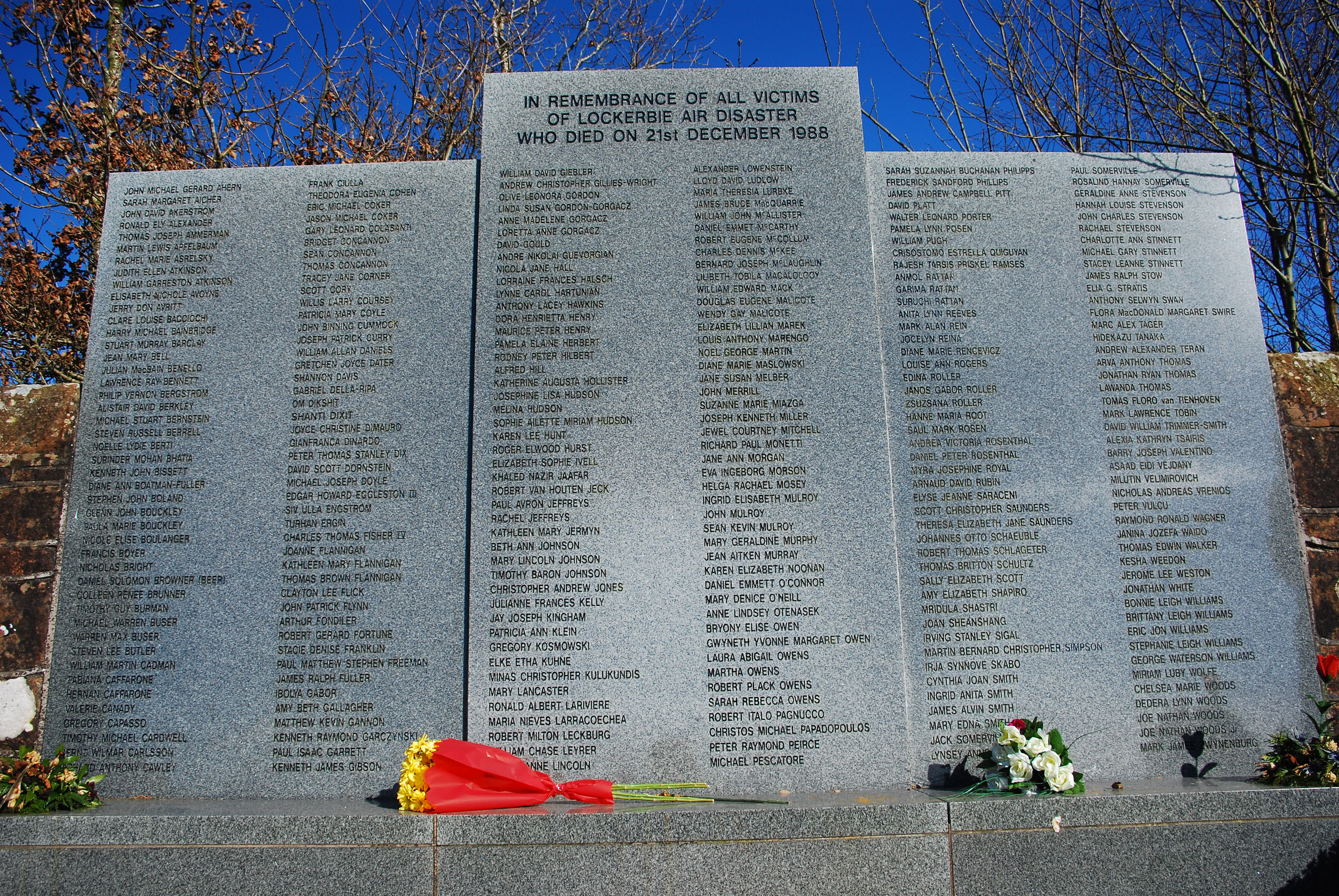
Monumento conmemorativo en el cementerio de Dryfesdale

El vuelo de Pan Am no fue el único avión 747 derribado con una explosión, porque tres años atrás el vuelo 182 de Air India (Emperador Kanishka) había sufrido un atentado similar en el que murieron todos a bordo.
El domingo 3 de julio de 1988 el crucero lanzamisiles estadounidense USS Vincennes, derribó al vuelo comercial 655 de Iran Air entre Bandar Abbas (Irán) y Dubái (Emiratos Árabes Unidos); las 290 personas a bordo murieron. El Vincennes estaba en aguas territoriales iraníes en ese momento. El Gobierno de Estados Unidos nunca emitió una disculpa oficial.

## Filmografía
El atentado terrorista del vuelo 103 fue recreado en la serie documental en la séptima temporada de la serie Mayday: catástrofes aéreas, en el episodio «El atentado de Lockerbie» y en Mayday: Informe Especial en el episodio «Piezas perdidas». 
También aparece en los archivos del atentado terrorista en Segundos catastróficos del canal National Geographic Channel.
Se han producido una gran cantidad de documentales sobre el atentado de Lockerbie, la más exitosa fue una película estrena en 2015 llamada Since the bombing of Pan Am 103. También destacan otros largometrajes producidos por History Channel, Al Jazzera, entre otros. En el 2023 se confirmó una miniserie de seis episodios que se estrenó en Netflix.

## Galería

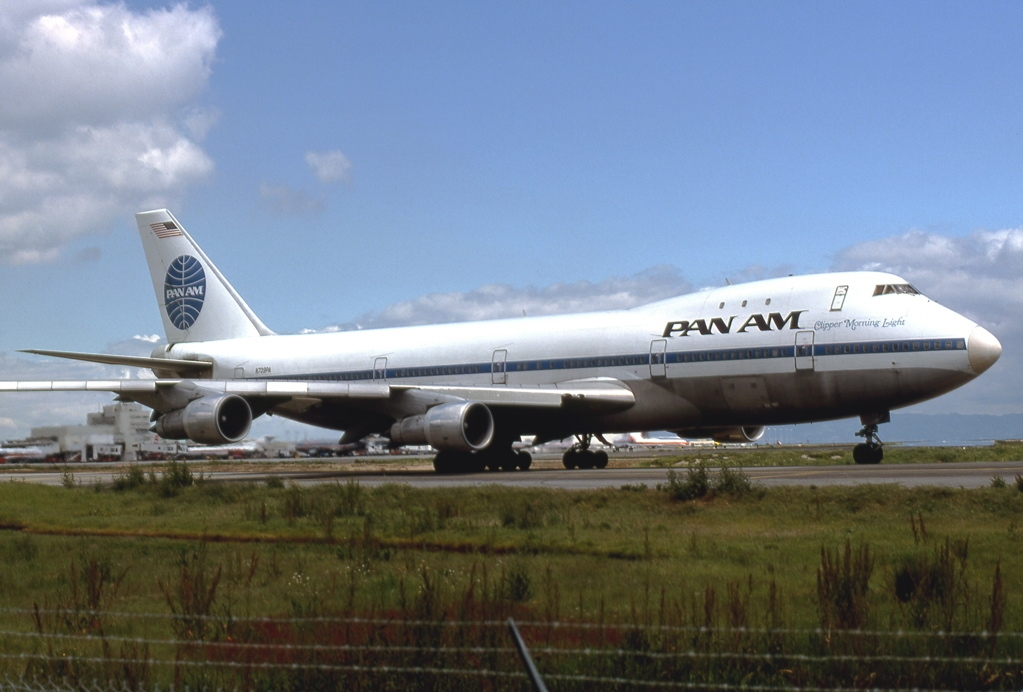
El avión involucrado en el incidente en abril de 1978.
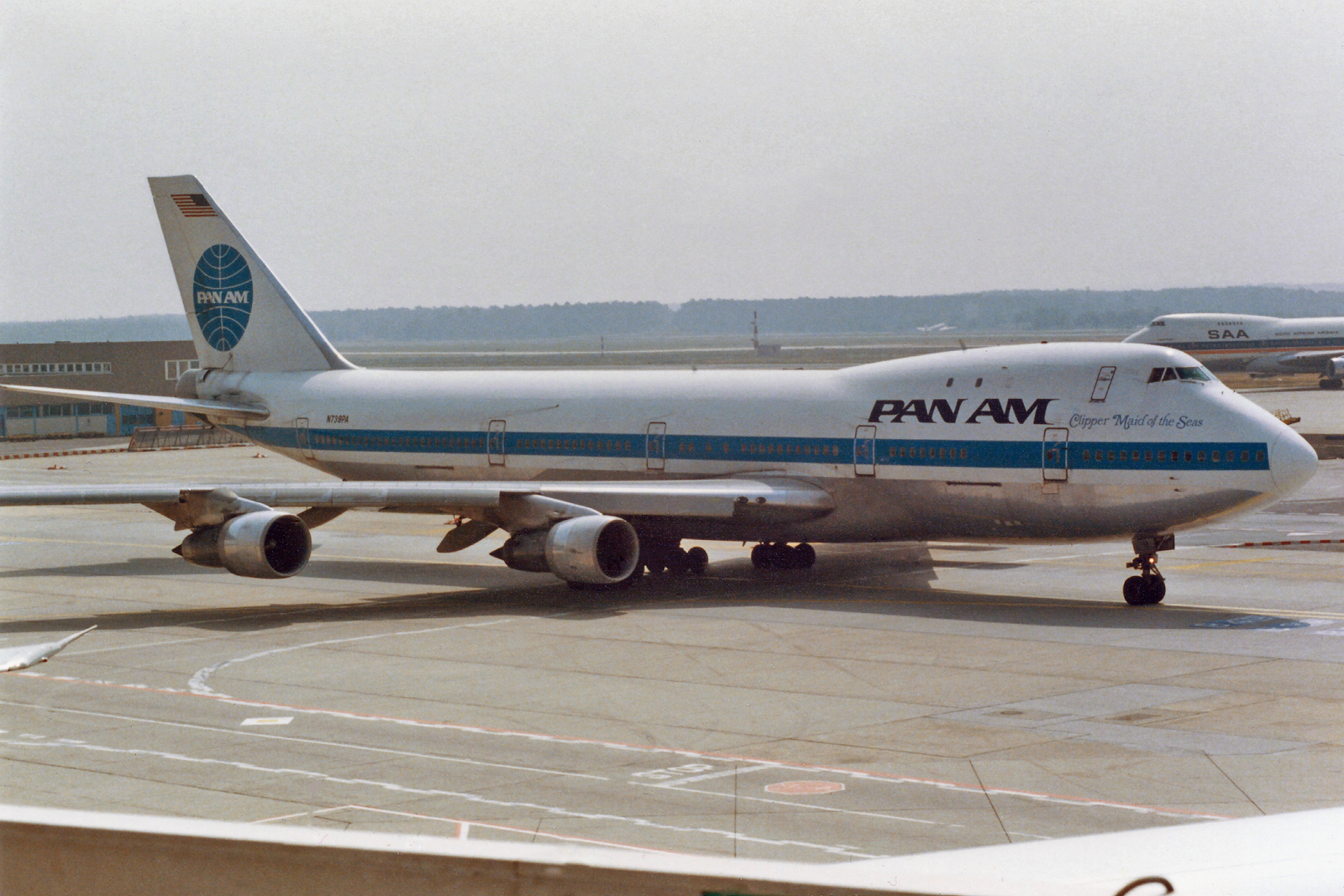
El avión involucrado en el incidente fotografiado en julio de 1986